# Melville Eastham
Melville Eastham (Oregon City, 26 de junho de 1885 — 6 de maio de 1964) foi um engenheiro estadunidense.